# Hořenice
Hořenice är en ort i Tjeckien. Den ligger i den nordöstra delen av landet, 110 km öster om huvudstaden Prag. Hořenice ligger 266 meter över havet och antalet invånare är 169.
Terrängen runt Hořenice är platt åt sydost, men åt nordväst är den kuperad. Runt Hořenice är det tätbefolkat, med 397 invånare per kvadratkilometer. Närmaste större samhälle är Hradec Králové, 18,6 km söder om Hořenice. Trakten runt Hořenice består till största delen av jordbruksmark.